# Gustaf Linnarsson
Jonas Gustaf Oscar Linnarsson, född 24 november 1841 i Falköping, död 19 september 1881 i Skövde, var en svensk geolog och paleontolog. Han var kusin till Nils Josef Linnarsson.
Linnarsson blev student vid Uppsala universitet 1857, filosofie kandidat 1866, filosofie doktor samma år, kallades 1869 till docent i geologi och mineralogi vid Uppsala universitet och anställdes samma år som paleontolog och geolog vid Sveriges geologiska undersökning (SGU). Som sådan företog han forskningsresor inom olika delar av Sverige och Norge samt 1872, med understöd av statsmedel, en vetenskaplig resa till Böhmen och östersjöprovinserna. Han var sekreterare i Geologiska Föreningen i Stockholm 1877-februari 1881.
Trots att han först relativt sent började studera geologi och paleontologi, fick han stort inflytande på dessa vetenskapers utveckling inom Sverige. Han riktade sin uppmärksamhet åt ett verksamhetsfält, som dittills icke till någon större omfattning studerats hos oss, nämligen en mera detaljerad stratigrafisk-paleontologisk utredning av silurlagren. Redan hans första större arbete, Om Vestergötlands cambriska och siluriska aflagringar (1870), kan i detta avseende anses grundläggande, och sedan blev det hans uppgift att i olika delar av landet fullfölja samma slags undersökningar. Det var just den omständigheten, att han i sina paleontologiska arbeten aldrig förbisåg det stratigrafiska, som gav dem så stor betydelse för Sveriges geologi. Han åtnjöt även internationellt stort anseende inom den vetenskapliga världen.
Linnarsson författade mellan 40 och 50 större och mindre uppsatser av geologiskt eller paleontologiskt innehåll, av vilka de flesta är publicerade av Vetenskapsakademien, SGU och Geologiska Föreningen. Bland hans övriga skrifter kan nämnas Öfversigt af Nerikes öfvergångsbildningar, On the Brachiopoda of the Paradoxides Beds of Sweden, Berättelse om en vetenskaplig resa till Böhmen och ryska Östersjöprovinserna 1872, Om faunan i lagren med Paradoxides ölandicus, Jordskalfvet i mellersta Sverige den 2 Febr. 1879, De undre Paradoxideslagren vid Andrarum, Iakttagelser öfver de graptolitförande skiffrarna i Skåne och Om faunan i kalken med Conocoryphe exsulans. 

## Publikationer i urval
- Linnarsson, G., 1876: On the Brachiopoda of the Paradoxides beds of Sweden. Bihang till Kungliga Svenska Vetenskaps-Akademiens Handlingar 3:12, 1–34.
- Linnarsson, G. 1877: Om faunan i lagren med Paradoxides ölandicus. Sveriges Geologiska Undersökning C 22, 1–24 (även publicerad i Geologiska Föreningens i Stockholm Förhandlingar 3, 352–375).
- Linnarsson, G., 1879: Iakttagelser öfver de graptolitförande skiffrarne i Skåne. Sveriges Geologiska Undersökning C 31, 1–30 (även publicerad i Geologiska Föreningens i Stockholm Förhandlingar 4, 227–238).
- Linnarsson, G., 1879: Om faunan i kalken med Conocoryphe exsulans ("coronatuskalken"). Sveriges Geologiska Undersökning C 35, 1–31.
- Linnarsson, G., 1879: Om Gotlands graptoliter. Öfversigt af Kongliga Vetenskaps-Akademiens Förhandlingar 1879:5, 3–11 (även publicerad i Sveriges Geologiska Undersökning C 37, 1–11).
- Linnarsson, G., 1880: Om försteningarne i de svenska lagren med Peltura och Sphærophthalmus. Sveriges Geologiska Undersökning C 43, 1–31 (även publicerad i Geologiska Föreningens i Stockholm Förhandlingar 5, 132–161).
- Linnarsson, G., 1883: De undre Paradoxideslagren vid Andrarum. Sveriges Geologiska Undersökning C 54, 1–47.
- Linnarsson, J.G.O., 1866: Om de Siluriska bildningarne i mellersta Westergötland I. Uppsala University, Uppsala. 23 pp.
- Linnarsson, J.G.O., 1868: Bidrag till Westergötlands geologi. Översigt af Kongliga Vetenskaps-Akademiens Förhandlingar 1868, 53–61.
- Linnarsson, J.G.O., 1869: Om några försteningar från Vestergötlands sandstenslager. Öfversigt af Kongliga Vetenskaps-Akademiens Förhandlingar 1869:3, 337–357.
- Linnarsson, J.G.O., 1869: On some fossils found in the Eophyton Sandstone at Lugnås in Sweden. P.A. Norstedt & Söner, Stockholm. 19 pp. (+ 3 plates)
- Linnarsson, J.G.O., 1869: Om Vestergötlands cambriska och siluriska aflagringar. Kongliga Vetenskaps-Akademiens Handlingar 8:2, 1–89.
- Linnarsson, J.G.O., 1871: Om några försteningar från Sveriges och Norges »Primordialzon». Öfversigt af Kongliga Vetenskaps-Akademiens Förhandlingar 1871, 789–796.
- Linnarsson, J.G.O., 1873: Berättelse, afgifven till Kongl. Vetenskaps-Akademien, om en med understöd af allmänna medel utförd vetenskaplig resa till Böhmen och Ryska Östersjöprovinserna. Öfversigt af Kongliga Vetenskaps-Akademiens Förhandlingar 1873:5, 89–111.
- Linnarsson, J.G.O., 1873: Ueber eine Reise nach Böhmen und den russischen Ostseeprovinzen im Sommer 1872. Zeitschrift der Deutschen Geologischen Gesellschaft 1873, 675–698.